# Don McLean
Don McLean, född 2 oktober 1945 i New Rochelle, New York, är en amerikansk musiker, sångare och låtskrivare.
McLean slog igenom 1970 med albumet Tapestry. Innan albumet kom ut hade det refuserats av 34 skivbolag. 1971 hade han stora framgångar med låten "American Pie" som blev den mest spelade låten i amerikansk radio samma år. Enligt honom själv är låten en hyllning till Buddy Holly. Madonna släppte en cover på sången 2000 och även hon fick stora framgångar med den.
Sången "Killing Me Softly With His Song", som Roberta Flack hade en hit med, är inspirerad av Don McLean och hans framförande av låten "Empty Chairs" på nattklubben The Troubadours i Los Angeles.

## Diskografi
- Tapestry (1970)
- American Pie (1971)
- Don McLean (1972)
- Playing Favourites (1973)
- Homeless Brother (1974)
- Solo (1976) (2-lp, live)
- Prime Time (1977)
- Chain Lightning (1978)
- Believers (1981)
- Dominion (1982) (2-lp, live)
- For The Memories 1 (1986)
- For The Memories 2 (1987)
- Love Tracks (1988)
- Headroom (1991)
- Christmas (1991)
- Favorites And Rarities (1969–1988) (1993) (2-cd, samlingsskiva med en del tidigare outgivet material)
- The River Of Love (1995)
- Christmas Dreams (1997)
- Starry, Starry Night (2-cd, live) (2000)
- Sings Marty Robbins (2001)
- You've Got to Share (Songs for Children) (2003)
- The Western Album (2003)
- Rearview Mirror (2005) (cd med rariteter och en dvd)
- Addicted To Black (2009) (McLeans första album med egna låtar sedan 1995)